# 아돌프 프로너
아돌프 프로너(독일어: Adolf Frohner, 1934년 3월 12일 ~ 2007년 1월 19일)는 오스트리아의 화가이자 그래픽 디자이너이며 조각가이다.

## 생애
아돌프 프로네는 1934년 3월 12일 오스트리아 빈 북동부 니더외스터라이히주에 위치한 그로스 인세스도르프(Groß-Inzersdorf)에서 태어났다. 츠베틀(Zwettl)에 있는 김나지움(Stiftsgymnasium)에 다니면서 츠베틀 소년 합창단에서 성가를 담당했고, 1952년에는 크렘스안데어도나우의 김나지움(Piaristengymnasium)으로 옮겼다.
빈 미술 아카데미에서 화가 헤르베르트 뵈클(Herbert Boeckl, 1894년 ~ 1966년)의 수하에서 미술을 처음 공부했다. 1955년부터 아돌프는 전기공업협회를 위해 상업 화가로 일했고, 1959년부터는 미술 평론가로 활동했다. 헤르베르트 뵈클의 도움으로 장학금을 받아 1961년 파리로 가서 공부를 할 수 있었다. 1961년 유네스코가 후원하고 국제조형예술협회 프랑스 위원회가 주최한 파리 세계청년화가대회에 오스트리아 대표로 참가했고, 부대행사로 열린 경연대회에서는 3등상을 수상했다. 파리에 있으면서 그는 누보레알리즘으로 그림을 그렸고, 마침내 자유로운 예술가가 되기로 진로를 결정했다.

## 활동
1961년 유네스코 행사를 마치고 귀국한 아돌프는 이듬해인 1962년에 비엔나의 갤러리 신세대(Galerie Junge Generation)에서 개인전을 가졌다. 같은 프로그램에 참가했던 한국대표 박서보를 통해 1962년 조선일보가 주최한 제6회 현대작가초대미술제에도 초대되어 한국에서 작품을 선보이기도 했다.
처음에는 동료 작가 헤르만 니치(Hermann Nitsch)와 오토 뮐(Otto Muehl)과 함께 비엔나 액셔니즘(Viennese Actionism)을 창설해 "혈액 기관"(Die Blutorgel)이라는 선언문을 발표하고 이후 오브제와 행위 미술의 대표자로 활동했다. 그러나 아돌프가 다시 파리에 와서 스위스 미술가 다니엘 스포에리(Daniel Spoerri, 1930~)의 작업실에서 일하게 되면서 비엔나 액셔니즘은 분열되기 시작했다.
아돌프는 1969년 상파울루 비엔날레에 오스트리아 대표로 참가했고, 1970년에는 베니스 비엔날레에도 참가했다. 뒤에 그는 패널화와 그래픽으로 전향했고 이 때부터 그에게서 반복되는 주제는 폭력이었다. 묶인 채 강간 당하는 여성들을 묘사하는 그림들을 자주 그렸다.
1972년에 오스트리아 정부로부터 공화국상을 받았다. 같은 해 그는 빈 응용미술대학(University of Applied Arts Vienna) 강단에 서기 시작했고, 1985년부터 2005년까지 상급회화클래스를 맡아 가르쳤다. 빈 미술 아카데미에서도 교수로 있으면서 1987년에는 학과장, 1989년부터 1991년까지는 부학장, 1999년부터 2005년에는 학장을 역임했다.

## 재단
2007년 1월 19일 크렘스안데어도나우(Krems an der Donau)에 프로너 포럼(Frohner Forum)이라는 이름으로 재단이 설립되었다. 아돌프는 미술관이라는 이름은 고인에게나 쓰는 거라며 이름을 다르게 붙이도록 요청했다. 그러나 재단이 설립되자마자 며칠 지나지 않은 1월 24일에 아돌프가 사망하고 만다. 아돌프는 빈에 묻혔다. 이후 프로너 포럼은 지역에서 문화와 소통의 중심지로 역할하며 아돌프의 작품 뿐 아니라 그 외 현대미술가들의 다양한 전시를 기획하고 있다. 전시장으로도 이름이 알려져 있다.